# 全印草根大会
全印草根大会（英語：All India Trinamool Congress，缩写为AITC或TMC），也译作草根国大党，是印度西孟加拉邦的一个政党。该党成立于1998年1月1日，分裂自印度国民大会党。该党的领袖和創始人為玛玛塔·班纳吉，現任主席為蘇畢塔·帕西。该党的总部位于加尔各答。2019年協助創建並加入政黨聯盟联邦阵线。